# Tití costaner de mans negres
El tití costaner de mans negres (Callicebus melanochir) és una espècie de primat platirrí de la família dels pitècids.
Antigament se'l considerava una subespècie del tití emmascarat (com a Callicebus personatus melanochir) però en fou separat i elevat a la categoria d'espècie.
El tití costaner de mans negres és endèmic de les àrees de boscos caducifolis del centre i el sud de l'estat brasiler de Bahia.